# Килколган

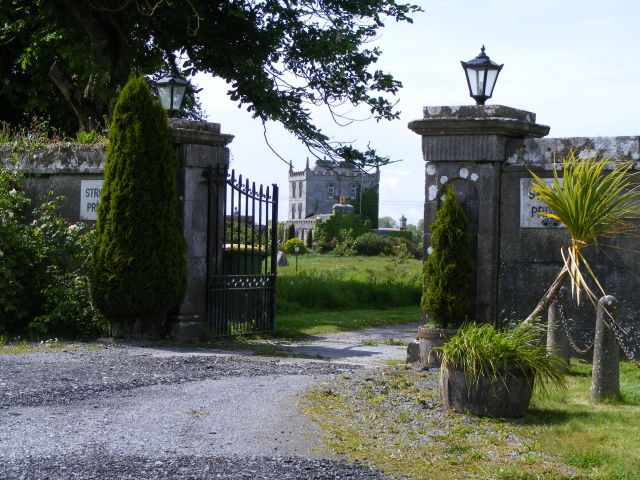
Замок Килколган

Килколган (англ. Kilcolgan; ирл. Cill Cholgáin, Килль-Холгань, «церковь Колгана») — деревня в Ирландии, находится в графстве Голуэй (провинция Коннахт) у трассы N18.